# Відстань між нами та небом
«Відстань між нами та небом» (англ. The Distance Between Us and the Sky грец. Η Απόσταση Ανάμεσα στον Ουρανό κι Εμάς) — греко-французький короткометражний фільм 2019 року, 
написаний і знятий Василісом Кекатосом. Фільм отримав Золоту пальмову гілку короткометражного фільму на Каннському кінофестивалі 2019 року.

## Сюжет
Двоє незнайомців вперше зустрічаються на старій заправці. Один зупинився заправити мотоцикл, а інший застряг, не маючи 22,50 євро, необхідних йому для повернення додому, він пробує продати йому відстань, що відділяє їх від неба.

## Акторський склад
- Нікос Зегіноглу (хлопець 1)[2]
- Іоко Іоанніс Котідіс (хлопець 2)[2]

## Досягнення
Фільм отримав Золоту пальмову гілку короткометражного фільму на Каннському кінофестивалі 2019 року.

## Покази в Україні
В Україні стрічку було показано на Київському міжнародному кінофестивалі «Молодість» та на Київському міжнародному фестивалі короткометражних фільмів.